# 137 Karat – Ein fast perfekter Coup
137 Karat – Ein fast perfekter Coup (Originaltitel Le dernier diamant, internationaler Titel The Last Diamond) ist ein französischer Thriller von Eric Barbier aus dem Jahr 2014.

## Handlung
Bei einer Auktion soll der legendäre Diamant Florentin – er wiegt sensationelle 137 Karat – versteigert werden und mindestens 40 Millionen Euro einbringen. Der Hoteldieb Simon Carrera ist zwar gerade auf Bewährung aus dem Gefängnis entlassen, will sich diese einmalige Gelegenheit, an den Stein zu kommen, nicht entgehen lassen. Gemeinsam mit seinem Kumpel Albert und ein paar internationalen Spezialisten macht er sich an die Planung des Coups. Gleichzeitig hofiert er Julie, die schöne Inhaberin des Auktionshauses, gibt sich als Sicherheitsexperte aus und bietet ihr seine Dienste an. Charmant und schlitzohrig erobert er zuerst ihr Vertrauen und dann ihr Bett.
Der Überfall läuft ab wie geplant. Nach der Flucht aber wird es lebensgefährlich für Simon. Aus seinem Versteck heraus muss er zusehen, wie der Boss der Bande seine Komplizen erschießt und sich mit der Beute davonmacht. Jetzt wird Julia von der Polizei als Täterin verdächtigt, und Simon muss alle Hebel in Bewegung setzen, um zu beweisen, dass sie unschuldig ist.

## Produktion und Veröffentlichung
137 Karat – Ein fast perfekter Coup ist der erste Film, den Barbier nach einer Pause von acht Jahren gedreht hat. Das Drehbuch schrieb Barbier zusammen mit Marie Eynard, die auch das Storyboard zum Film verfasst hat, sowie mit Trân-Minh Nam, die bereits 2007 mit ihm als eine Coautorin an einem Drehbuch  beteiligt war. Auch in Barbiers vorhergehendem Thriller Die Schlange spielte Attal die Hauptrolle.

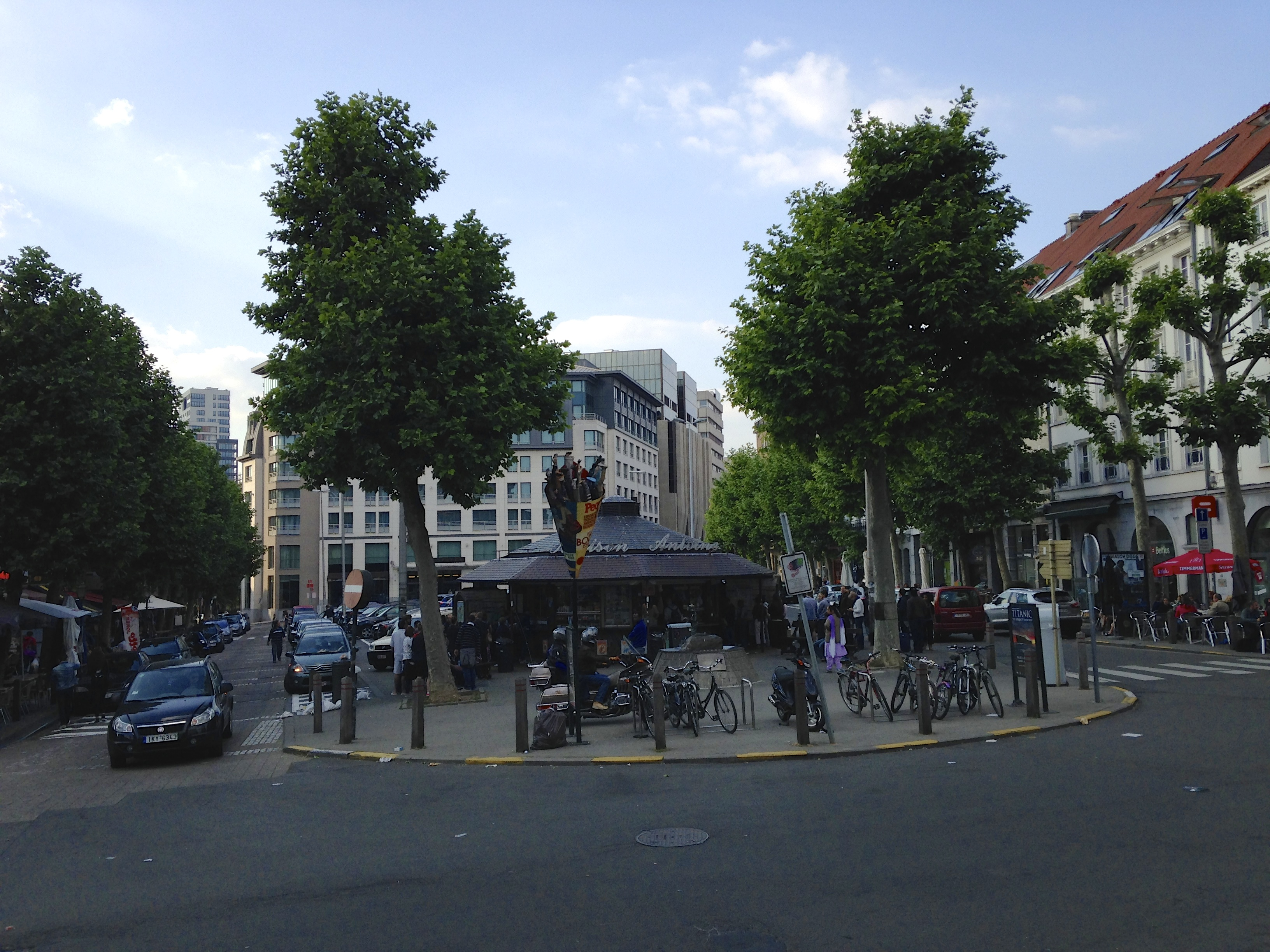
Place Jourdan, im Hintergrund das Hotel Sofitel, vorne das Maison Antoine (Spielorte der Eingangsszenen)

Die Musik komponierte Barbiers Sohn Renaud Barbier, der sie mit dem Orchestre de l’Alhambra-Colbert auch einspielte.
Gedreht wurde auf dem Hauptbahnhof in Antwerpen, dem Pariser Gare du Nord sowie vor der Kathedrale Notre Dame und in der Rue des bains in Luxemburg. Die Eingangsszenen wurden vor dem Hotel Sofitel auf der Place Jourdan in Brüssel gefilmt.
Die Uraufführung fand am 3. April 2014 auf dem Festival international du film policier de Beaune statt. Am 30. April desselben Jahres kam der Film in die französischen Kinos. Deutschlandpremiere war am 3. Dezember 2016.

## Kritik
Das Filmportal kino.de bezeichnet den Film als „elegant inszenierten und vorgetragenen Hochglanz-Thriller [...] aus Gallien“ und filmrezensionen.de schreibt: „Der altmodische Thriller um einen großen Diamantraub verbeugt sich sichtbar vor früheren Heist-Movies. Eigene Einfälle fehlen, auch die Glaubwürdigkeit lässt zu wünschen übrig. Dafür ist der französische Film spannend, gerade der Coup an sich unterhält mit vielen ausgeklügelten, wenn auch übertriebenen Einzelaktionen“.
Eric Barbier gelinge hier ein unterhaltsamer Thriller mit überraschender Wende und dem typisch französischen Charme. Yvan Attal glänze in der Rolle als sympathischer Profi-Dieb ebenso wie Bérénice Bejo als gutherzige Auktionsverwalterin. „Die Zutaten: ein ausgefuchster Plan, eine gute Portion Spannung, ein Hauch von Kitsch und eine Prise Humor – das Gericht: 105 Minuten, die sich lohnen“, so die Kritik des Filmportals Kinofilmwelt.